# Мурильо, Мануэль
Мануэль Мурильо Торо (исп. Manuel Murillo Toro; 1 января 1816 — 26 декабря 1880) — колумбийский политический деятель.
Мануэль Мурильо родился в 1816 году в Чапаррале, Соединённые Провинции Новой Гранады, посещал школу в Ибаге, потом поступил в Национальный колледж в Сен-Симоне. Для изучения медицины переехал в Боготу, где познакомился с Висенте Асуэро и Лино де Помбо. С 1837 года работал в Конгрессе, во время Войны Высших был ассистентом у ряда военных лидеров, принадлежавших к либеральной партии. В 1846 году был избран в Палату представителей.
Во время президентства Хосе Иларио Лопеса (1849—1853) Мануэль Мурильо был министром финансов, пропагандировал свободу индустрии, участвовал в продвижении земельной реформы 1850 года. В 1857 году Мануэль Мурильо баллотировался в президенты Новой Гранады от либеральной партии, но проиграл кандидату от консерваторов Мариано Оспине Родригесу, опередив при этом второго кандидата от либералов — бывшего президента Томаса Сиприано де Москеру. В том же году был создан Суверенный штат Сантандер, и Мануэль Мурильо был избран его законодательным собранием в качестве первого главы штата. В 1859 году, однако, он оставил этот пост ради кресла в Сенате.
В 1863 году Мануэль Мурильо участвовал в Конференции в Рионегро, на которой была принята новая Конституция, а страна была преобразована в Соединённые Штаты Колумбии. В новой стране Мануэль Мурильо стал сначала послом в Европе, а затем послом в США. В 1864 году он выиграл первые президентские выборы в новой стране.
По окончании президентского срока Мануэль Мурильо был избран в Сенат. Когда в 1867 году президент Москера распустил конгресс, то Мурильо был арестован вместе с прочими. После свержения Москеры Мурильо стал членом Законодательного собрания Кундинамарки, затем некоторое время был послом в США, потом членом Верховного суда.
В 1872 году Мануэль Мурильо опять выиграл президентские выборы. В последний год своего президентского срока он основал официальный печатный орган «Diario Oficial».
По окончании президентского срока следующий президент, несмотря на принадлежность к другой партии, назначил Мурильо чрезвычайным и полномочным послом в Венесуэле с поручением урегулировать вопросы, касающиеся границы между двумя странами. Так как Мурильо практически по всем вопросам, поднимаемым венесуэльским представителем, имел противоположное мнение, никакого договора подписано не было. В 1878 году Мурильо опять был избран сенатором, но в 1880 году не стал участвовать в выборах из-за болезни, и вскоре скончался.